# Knogle (anatomi)
 For alternative betydninger, se Knogle. (Se også artikler, som begynder med Knogle)
Knogler findes hos visse organismer og udgør skelettet, der fungerer som afstivning og en del fungerer også som vægtstænger. Musklerne er opbygget om knoglerne.

## Skelet
Det menneskelige skelet består af i alt 206 knogler som er forbundet ved ægte eller uægte led.
De er bygget aksialt op omkring rygsøjlen (lat. columna vertebralis) og kan struktureres på følgende måde:
| Kranium (hovedet) | Truncus (kroppen) | Ekstremiteterne |
| ----------------- | ----------------- | --------------- |
| 29 knogler        | 53 knogler        | 124 knogler     |

Disse knogler kan inddeles i tre grupper, nemlig rørknogler, flade knogler og irregulære knogler.
Rørknoglerne findes i ekstremiteterne som arme og ben og de har en form, der minder om hule rør med lukkede ender.
De flade knogler er, som navnet allerede siger, flade, uden hulrum. For eksempel kraniets knogler.
De irregulære knogler er dem, som man ikke kan inddele i de to foregående grupper, fordi de har en meget karakteristisk udformning. Eksempler på dette er ryghvirvlerne (lat. vertebrae) og underkæben (lat. mandibula).
Knoglers funktion er at beskytte de indre organer og at skaffe og ophobe fedtstoffer og knoglemarv. Desuden hæfter de fleste muskler på knogler.

## Knoglernes komposition
Knoglerne dannes af en organisk og en mineralsk del hvoraf den mineralske del udgør ca.70% og den organiske del udgør ca.30% af knoglens vægt. Jo ældre en levende knogle er, desto mere udgør den mineralske del.
Mineralerne giver knoglerne deres stabilitet, hvorimod den organiske del gør knoglerne mere modstandsdygtige.

## Knoglernes opbygning
Knoglernes kropsdel (lat. corpus) afgrænses af led. 
På de lange ekstremitetsknogler kalder man midtstykket for diafysen. Enderne kaldes for epifyse, mens overgangen mellem epifysen og diafysen kaldes for metafyse.
De større fremspring omkring ledfladerne kaldes for apofyse og er de steder hvor sener og led finder fæste.
Bensubstansen kan opdeles i både kompakt og spongiøs (svampeagtig) substans, hvor den kompakte bensubstans (lat. corticalis eller substantia compacta) udgør skelet overfladen og den spongiøse bensubstans (lat. substantia spongiosa) hovedsageligt befinder sig i rørknogleres ender og i knoglernes væg. Det vil sige, at det kommer til syne som en svampeagtig struktur, når man skærer knoglen over.

### Flade knogler
Flade knogler findes som stabile udspringsområder for muskler, eksempelvis i bækkenring og skulderblad, samt neurokraniet, her desuden til beskyttelse af hjernen. Knoglerne består af to lag compacta, som enten kan være adskilt af lidt spongiosa eller være sammensmeltet til en tynd plade. De forbener ligesom de uregelmæssige knogler.

### Rørknogler
En rørknogle er en type knogle formet som et hult, lukket rør. I menneskets skelet drejer det sig om overarmsknogle , albueben, spoleben, mellemhånds- og fingerknogler, lårbensknogle, skinneben , lægben, mellemfodsknogler og tæer. Knoglernes form gør dem egnede til at danne lemmerne, og røropbygningen forener stor brudstyrke med relativ begrænset vægt.

#### Metafyse
Metafysen er den del af rørknoglen, der ligger mellem diafysen (midterstykket af rørknogler) og epifysen (knogleenden).

## Knoglernes bløddele
Bløddelene udgøres af benhinden, ledbrusken og benmarven.